# 桂枝雀 (2代目)
2代目 桂 枝雀（かつら しじゃく、1939年〈昭和14年〉8月13日 - 1999年〈平成11年〉4月19日）は、兵庫県神戸市生まれの落語家。出囃子は『昼まま』。本名：前田 達（まえだ とおる）。
3代目桂米朝に弟子入り後、2代目桂枝雀を襲名して頭角を現す。古典落語を踏襲しながらも、客を大爆笑させる芸風で、師匠の米朝と並び上方落語界を代表する人気噺家となった。高い人気を保っている中でうつ病を発症し、1999年に自殺を図って意識不明となったまま死去した。
実の弟はマジシャンの松旭斎たけし。長男は桂りょうば。

## 来歴

### 弟子入りまで
1939年、神戸市灘区中郷町にブリキ工を営む父の長男として生まれた。上に姉が3人おり、5人きょうだいの4番目だった。
1945年6月、5歳の時に神戸大空襲に罹災し、父親の出身地である鳥取県倉吉市（当時は倉吉町）の親類の元に疎開。1946年4月に倉吉町立明倫小学校に入学するが、約1か月で父が紡績工場に職を得た兵庫県伊丹市に移り住み、伊丹市立神津小学校に転校する。中学は、伊丹市立北中学校に進学する。小中学校を通じ学業は優秀だった一方で、授業中にクラスメイトや教員に「ちょっかいをかけ」ることが多く、「落ち着きがない」とも評された。
中学卒業後は元来進学を希望していたが、中学3年生の7月に父が死去したことで家族の生計が苦しくなり、やむを得ず1955年4月に三菱電機伊丹製作所の養成工として就職する。養成「工」といっても、製作所内にある年限3年の養成学校（企業内学校）で学科と実技を学ぶ事実上の学生生活だった。1年後の1956年4月、養成工の身分のまま、伊丹市立高等学校の定時制に進学する。入学試験の成績がトップ（英語と数学はほぼ満点）だったことから、指名されて新入生代表として入学式での挨拶をおこなった。一方、養成工の課程で実習が増えてくると、製造の実務に向かないと自他ともに認めるところとなり、1957年の春に三菱電機を退社して兵庫県立伊丹高等学校で給仕の仕事に就いた。
1957年秋以降、弟と朝日放送ラジオのリスナー参加番組『漫才教室』（同年7月放送開始）に出場する。この番組では審査員の評価によって合格した出場者が三段階で「昇格」するシステムが取られ、最後は「卒業試験」に至る構成になっていたが、前田兄弟は出演のたびに高い評価を得て短期間で「卒業試験」に到達した。ところが、賞金を生活の足しにしていた兄弟は「卒業したら困る」と訴え、「卒業試験」ではわざと落選させたため、観客が騒然となり、審査委員長の秋田實が「芸それぞれにレベルというものがあって…」と釈明したエピソードがある。その後も兄弟は「研究生」という肩書きで出演したりした。
しかし、達は漫才から落語に転向する。背景には、プロ入りを目指して訪れた芸能事務所で「芸人は日曜の方が忙しい」と言われて休みがなくなるのは嫌だ（好きな卓球もできなくなる）と考えたり、叩かれる役の多い弟が離れたりといった事情があった。『素人落語ノド自慢』『素人演芸コンクール』（いずれもABCラジオ、1958年）などに出演、『素人落語ノド自慢』では5週連続で「名人位」を獲得した。これらの番組には審査員として桂米朝が出演しており、才能に着目した米朝の自宅で指導を受けるようになる。また、この時期にリスナー参加番組でやはり常連だった岡本武士（のちの3代目笑福亭仁鶴）と出会い、二人で落語集団「天狗連」を作って自前の落語会や慰問などをおこなっていた。
1959年に桂米朝から弟子入りの承諾を取り付ける。これに際しては、反対する母親（英語教員にしたい意向を持っていた）を姉の助力で説得する曲折を経ている。「前田クンならプロになれると思っていた」米朝は申し入れを即座に了承した。
1960年（昭和35年）に神戸大学文学部に合格し、相談した米朝の勧めで入学したが、1年間通った後「大学は別に大したところやない」（米朝の証言）「もうええわと思いまして」（枝雀の後年の述懐）という理由でやめ、1961年（昭和36年）4月に「10代目桂小米」として正式に米朝の住み込み弟子となる。兄弟子に3代目桂米紫、月亭可朝がいるが、内弟子としては米朝の一番弟子である。

### 小米時代
入門時から稽古には熱心で、深夜の歩行中にネタ繰りをして警察に通報されたり、ネタ繰りに没頭するあまり掃除機を部屋の随所にぶつけて什器を壊したりした。米朝の妻は、「周りを気にせずのめり込む人は、後にも先にもあの子のほかにはいなかった」と評している。この「私生活の間も落語の稽古をする」という習慣は、枝雀として名をなした後年も変わらなかった。
1962年（昭和37年）4月に千日劇場で初舞台を踏む。1963年（昭和38年）春に2年で「年季明け」となり、実家に戻る。年季明けまでは通常3年のところ、弟子入り前から稽古を受けていたという理由であるが、米朝の妻は「要領も良かった」と述べている。同年9月より、2代目桂春蝶の主導で千日前にある自安寺を会場として始まった「上方ばなし若手会」に参加する。最初の参加メンバーである春蝶・小米・仁鶴・桂朝丸（のちの2代目桂ざこば）・笑福亭光鶴（のちの5代目笑福亭枝鶴）は「若手五人会」を称した。1965年には関西テレビの大喜利中継番組『お笑いとんち袋』にも出演する。番組での小米について、共演していた4代目桂文紅は、「発想が奇抜で、そんなことあるかーというようなことを、さもあるかのように言って笑いを取った。苦し紛れに出す彼の答が珍無類だった」と述べている。
1969年（昭和44年）7月から、木津川計を世話人として、桂春蝶と「小米・春蝶二人会」を開始、1972年8月まで10回を数える。大阪での二人会終了翌月の1972年9月には東京でも1日だけ開催、これを見た矢野誠一は『週刊明星』に「最近の落語会にはない強烈な刺激を受けた」「単なるテクニックだけを取り上げたら、この二人よりも上の若手が、東京には何人もいる。だが、これだけおかしい落語のしゃべれる若手となると残念ながら東京には見当たらない。」と評した。
小佐田定雄は小米時代の芸風について「大阪落語では珍しく、繊細で鋭角的」と評し、「受ける人には受けている」という反応で、支持する側にも「君たちとはちょっと違うんだぞ」という雰囲気があったという。また、米朝から「その声では後ろのお客さんまで届かない」と注意を受けるような、繊細な声色だった。矢野誠一は、楽屋の片隅に他の芸人から離れて坐り道元の『正法眼蔵』を読みながら一人「これはおかしい」「ええなあ」と笑う小米の姿を書き残している。
落語以外にもABCラジオの『ポップ対歌謡曲』やラジオ大阪の『オーサカ・オールナイト 叫べ!ヤングら』といった番組でディスクジョッキーを務める。番組では「宇宙の話とか死後の世界とか、仏教的な話」（桂南光）といった、他のディスクジョッキーとは一線を画する話題を扱った。その口ぶりを聴いた一人の高校生が1969年春に小米の元を訪れ、その後小米の家に通って稽古も付けられた後、高校を卒業した1970年（昭和45年）3月に「桂べかこ」（のちの3代目桂南光）として最初の弟子となった。小米は当初べかこに「兄弟のような関係でやっていこう」と「師匠」ではなく「兄さん」と呼ばせたが、米朝から「それではけじめがつかんやないか」と叱られた。1971年3月には桂雀三郎も入門し、同年5月からは「桂小米の会」と称した自身と弟子らによる落語会を伊丹市内の寺院で始め、二度の会場変更を経て約2年（枝雀襲名直前まで）続いた。
また、小米時代には吾妻ひな子とテレビやラジオでたびたび共演し、論理的な小米とざっくばらんで陽気なひな子の掛け合いは若者にとどまらない広い層から人気を得たと評された。二人が共演した『ヒットでヒット バチョンといこう!』（ラジオ大阪）のディレクターは、二人の会話が夢路いとし・喜味こいしの「漫才の間に近いプロの味がしました」と後に述べている。
私生活では1970年10月に、女性浪曲漫才トリオ「ジョウサンズ」でアコーディオンを弾いていた日吉川良子と結婚する。出会ったのは前年8月で、翌年2月に交際を始めたときから小米は結婚しようと持ちかけた。あるとき、父を失って間がなく挙式費用も出せないので困ると良子が言うと、「そんな、みなしごみたいな子、探してたんや。家と家の付き合いがかなわん。結婚式はせんでもええ」と答えた。結局、出会ってから1年あまりで、自安寺で結婚式を挙げた。結婚に際して「私の奥さんにならなくてもいい。噺家の奥さんになってくれ」と小米からは言われていた。良子は、小米が家では世間話もテレビ視聴もしない「陰気」な姿であることに、交際時の酒が入って陽気な印象と違って驚いたという。結婚前から高校時代の恩師の家に下宿しており、結婚後もしばらくその生活が続いたが、妻の懐妊が判明した1971年8月に大阪府豊中市の借家に転居した。

#### 最初のうつ病
1972年3月に長男が生まれる。同年5月頃から、落語だけに専念したいと他の芸能仕事をやめ、家でひたすらネタ繰りに没頭するようになっていた。
1973年2月1日、道頓堀角座に出演するため妻の止めたタクシーに乗ったが「怖い、行かへん」と降りてしゃがみ込んでしまう。妻は「えらいことになりました」と米朝に連絡し、病院に連れていったところ、重いうつ病と診断された。家庭や弟子を持った責任からくるプレッシャーや自身の芸への不満に加え、健康被害が社会問題化していたPCBに自分も蝕まれているのではないかという不安から「死んだらどうなるのか、死ぬのが怖い」という強迫観念も抱いていた。部屋に閉じこもり、食事や風呂もしなくなった。「幸せにしようと思ったが、もうだめだ。別れてくれ」と言われた妻は、別れる前に病気を治そうと励ました。何か所もの医師・病院を訊ね、最後に行った阪大病院で医師が「今は薬は要らない。一番大事なのは休息です。脳を休めなさい」と話し、時間を取って小米の話に耳を傾けた。医師からは「不安になったらいつでもどうぞ」と自宅の電話番号も伝えられた。短い問診と投薬だけで済ませていたそれまでとは違う対応を受けて、症状は回復に向かった。1973年4月16日に「小米の会」を再開、その案内状では、病気のブランクを「心の旅」と記した。
回復した小米は妻に「あんなしんどい病気にはもうなりたくない」「これからは笑いの仮面をかぶる」と話した。自身ののちの講演では、発症前は「楽しいことを、楽しくない姿勢で考えていた」と振り返り、その「間違いに気づき」「（笑いの）仮面を何十年もかぶり続ければ、仮面が顔か、顔が仮面か、となります」という考えを述べている。

### 2代目枝雀襲名
1973年（昭和48年）10月に道頓堀角座で「2代目桂枝雀」を襲名（笑福亭枝鶴、桂福團治とのトリプル襲名であった）。この襲名は、6代目笑福亭松鶴の「小米には枝雀という名前がええで!」という意向で決まった。
これを機にそれまでの落語を大きく変える。初代桂春団治にもたとえられる所作や声の激しい芸風となり、多くの観客を爆笑させ、大衆的な人気を得た。前出の小佐田定雄は人気の理由に、芸に加えて枝雀が「人を安心させる」笑顔で高座に上るようになったことも挙げている。
1976年10月には、米朝に続いてサンケイホールでの独演会を開き、以後継続する。初年度は1日のみだった上演は年を追って伸び、1981年にはこれも米朝に次ぐ連続6日間の『枝雀十八番』の開催に至った。最初の『十八番』はダフ屋まで出る人気ぶりだった。
この間、1979年9月には朝日放送テレビで冠番組である『枝雀寄席』がスタートする。
1982年（昭和57年）に日本放送演芸大賞の大賞、1983年（昭和58年）に芸術選奨新人賞をそれぞれ受賞した。
1984年（昭和59年）3月28日東京歌舞伎座にて「桂枝雀独演会」を開催する。歌舞伎座での上方噺家による独演会は初めてだった。チケットは完売となり、立ち見も出た。桂雀々、桂べかこが前座に入り、枝雀は『かぜうどん』を演じた後で中入りとし、前後編に分けることの多い『地獄八景亡者戯』を一気に演じきった。終了後は緞帳が下りても観客の拍手が鳴り止まず、再び緞帳を開き感謝の挨拶をおこなった。歌舞伎座での公演はこのあと、1987年4月に「枝雀三夜」をおこなっている。
1983年頃から英語落語（後述）を始めるようになる。1985年7月6日には大阪テイジンホールで『第1回 桂枝雀英語落語独演会』を開き、以後1995年9月まで合計12回開催した。第1回の演目は『夏の医者』『ショート落語（定期券・犬）』『かぜうどん』だった。1987年（昭和62年）6月にはホノルル、ロサンゼルス、バンクーバーにて初の英語による海外落語公演をおこなった。演目は「ロボットしずかちゃん」。
また、1985年6月7日から1986年7月4日まで、毎月1回「桂枝雀 フリー落語の会」という公演を御堂会館で開催する。この公演ではトリに「らくご」と題した実験落語（観客から題を募ったり、上下方で日本語と英語を使い分けるなど）を演じた。戸田学は、英語落語とこのフリー落語が「枝雀落語変貌の大きなきっかけ」と評している。
1981年のNHKドラマ『なにわの源蔵事件帳』の主演を皮切りに映画『ドグラ・マグラ』やTVドラマ『純ちゃんの応援歌』『ふたりっ子』に役者として出演し、俳優としてもその演技力をみせた。だが、メインは落語であり、それ以外のバラエティやTVの仕事を多くするようなことは最後までなかった。『なにわの源蔵事件帳』も、続編では7人ものレギュラー俳優が再登板する中で主演を芦屋雁之助に譲っている。結局、若いころのラジオ番組レギュラーを終えたあとは、終生、落語以外に複数年にまたがるような仕事は持たなかった。
1988年2月25日の上方落語協会定期総会で副会長に選出されるが、「自分には向いていない」という理由で辞退した。この総会で会長に選出された米朝も、相談役という「隠居の身」であることを理由に辞退している。
1994年5月（平成6年）、枝雀一門8人は上方落語協会を脱退した（一部弟子、孫弟子が2008年暮れに復帰）。同年12月27日にはNHKで「山のあなたの空とおく」という枝雀を特集する番組が全国放送された。

### うつ病再発
1997年1月、新たな試みとして、観客を「50人から200人」程度として自分だけが出演する「枝雀ばなしの会」をスタートさせる。しかしその直後には、夜中に起きてネタ繰りをすることを「何でこんなにまでせんといかんのかと思って、涙が出てくることがあるのです」と高座で涙を浮かべて話したことがあった。この時期出演していた『ふたりっ子』では自分のミスが周囲の迷惑になっていないかという強迫観念に駆られた。ドラマの収録最終日にプロデューサーの長沖渉に「セリフが入らない」と電話で伝え、驚いた長沖は枝雀をスタジオまで呼び、「顔面蒼白の鬱状態」で1カットずつ収録することになった。そして4月の2回目の「枝雀ばなしの会」では「鬱なんです」と告白し、客席の笑い声に「笑いごとじゃないんですよ」と続けた。この会の後、出演を控えて闘病生活に入る。内臓にも異常があり、うつ病の症状は1973年よりも重かった。4月に入院し、6月の一門総出による南座での公演「海道一の男たち」に出演したものの、終了後再度休養した。8月末に広島県の落語会で『夏の医者』を口演、その後「万全を図るため」出演を控えた後、10月に京都と大阪での独演会で本格復帰と報じられた。しかし復帰後も客席が沸いても満足する反応を見せず、妻が米朝の「最近の枝雀の落語はええよ」という言葉を伝えても変わらなかった。1998年1月14日に香川県高松市の「朝日落語会」で演じた『宿替え』が最後の高座となる。
1997年夏頃、親交のある戸田学が「還暦の年に『十三夜』をやりましょう」と提案すると枝雀は笑みを浮かべたという。翌1998年夏、「還暦の年に持ちネタとしている60席（1日3席で20日間）を口演する企画」を戸田に示し、その演目表もまもなく作り上げた。会場はワッハ上方のホールで、1999年秋に週5日上演（月曜と火曜は休演）で開催する構想だった。これに合わせて、『枝雀落語全集』や『桂枝雀写真集』の刊行も計画されていた。この間、1998年7月26日に『枝雀寄席』の収録現場を訪れ、非公式で『どうらんの幸助』を演じて拍手を受けたが、桂南光によると「アカン、こんなもんやない」という反応だった。
その矢先の1999年3月13日夜に大阪府吹田市の自宅で首吊り自殺を図っているところを発見され、意識不明の状態で病院に搬送された。当初はこの事実は関係者以外に伏せられ、一般に報じられたのは11日後であった。しかし、意識が回復することなく同年4月19日に心不全のため死去。満59歳没（享年61）。遺書やそれらしい発言は全くなく、真相は不明である。遺志により通夜や告別式は実施しなかった。死去の報を受けて翌4月20日に師匠の米朝や弟弟子の桂ざこば、筆頭弟子の桂南光らの関係者が大阪市内で記者会見を開き、米朝は「覚悟の自殺というより衝動的なもの。いっぺん死んでみよか、ちゅうもんかもしれん。そんな気がしてならんのですけどねえ」と述べ、ざこばは「これが兄ちゃんが選んだ道やったんならと、お疲れさんでしたとお別れを言いました」、南光は「まれなはなし家ですから、うちの師匠を超える人はいないと思う」と思いを語った。
遺墨は前記の還暦記念20日公演（「枝雀六十番」）用の演目表だけであった。
朝日放送ラジオは死去5日後の1999年4月24日に追悼番組『さよなら桂枝雀さん 上方落語爆笑王のすべて』を放送し、枝雀の『どうらんの幸助』『宿替え』ノーカット口演と弟子9人によるトークという内容だった。同年8月の「米朝一門会」（大阪・サンケイホール、2日間）と「桂枝雀一門会」（尼崎ピッコロシアター）が「追悼落語会」として開催された。
墓所は中山寺。
没後、2001年度の第6回上方演芸の殿堂入りに選出された。

## 枝雀落語

### 持論
緊張の緩和
「緊張の緩和」が笑いを生むとする独自の落語理論（笑いの緊緩理論、緊緩の法則）を唱えた。著書『らくごDE枝雀』（ちくま文庫）に詳述されている。またEXテレビ（テレビ出演参照）において、上岡龍太郎との掛け合いにより、笑いの分析理論として、サゲの4分類とともに図示化され例示されながら説かれている。
サゲの4分類
噺のサゲ（落ち）には、伝統的に「にわか落ち」「考え落ち」「しぐさ落ち」などの型があるとされるが、何をもって分別するかの視点が定まらないなど問題点もある。そこで枝雀は、笑いがどこで起きるかという点に視点を定め、独自に「ドンデン」「謎解き」「へん」「合わせ」の4つの型に分類した。詳細は落ちの頁を参照。
他にも、物事を「陰」と「陽」や「閉じ」と「開き」で表現するなどの「2極分類」を用いたり、また、彼が好んで演じた「酔っ払い」の演じ方を細かく説明するなどした。

### 持ちネタ
枝雀襲名後に持ちネタを60と決め、これらの研鑽に専念するようになった（途中入れ替えもあり）。枝雀襲名直前の1973年10月、自宅稽古場の欄間に演題が64入る額を取り付け、1974年4月の雑誌に掲載された写真では58、没した時点では56の演題が入れられていた。書籍で60の持ちネタを公表したのは1981年の『まるく、まぁ～るく 桂枝雀』が初出で、以後数度の公表を経て、最晩年の還暦記念「六十番」企画に至る。
このうち代表的な持ちネタとしては『代書（代書屋）』『宿替え』が挙げられる。枝雀の『代書』は、サゲが元々大食いの話になるものであったが、ある時から「私の本職は、ポンで～す」とポン菓子製造の内容に変え更に人気のあるネタとなった。『宿替え』は初代桂春団治と三遊亭百生の録音をもとに独自の脚色を加えている（引っ越し前の荷造りの段から始めるのは、春団治の流儀による）。
代表的な60のネタ
※五十音順、演目の二重カギ括弧は省略。
- 青菜
- あくびの稽古
- 愛宕山
- 池田の猪買い
- いらちの愛宕詣り
- 植木屋娘
- 牛の丸薬
- うなぎや
- 延陽伯
- 親子酒
- 親子茶屋
- かぜうどん
- 義眼
- 口入屋
- くっしゃみ講釈
- 首提灯
- くやみ
- 蔵丁稚（四段目）
- 高津の富（宿屋の富）
- 鴻池の犬
- 仔猫
- 瘤弁慶
- 子ほめ
- 米揚げ笊
- 権兵衛狸
- 鷺とり
- 佐々木裁き
- 皿屋敷
- 算段の平兵衛
- 蛇含草
- 崇徳院
- 住吉駕籠
- 千両蜜柑
- 代書
- ちしゃ医者
- 茶漬えん魔
- 次の御用日
- 壺算
- 鉄砲勇助
- 天神山
- 胴切り
- 道具屋
- 胴乱の幸助
- 時うどん
- 夏の医者
- 猫の忠信
- 寝床
- 軒付け
- 八五郎坊主
- はてなの茶碗
- 花筏
- 七度狐
- 質屋蔵
- 一人酒盛
- ふたなり
- 不動坊
- 舟弁慶
- まんじゅうこわい
- 宿替え
- 宿屋仇

新作落語にも取り組み、1977年に始めた「枝雀の会」では自作を演じた。この会に通った小佐田定雄は自作の落語（『幽霊の辻』）を枝雀に送るとそれを口演し、以後小佐田は枝雀の新作を手がけることになる。
一方で『狸の賽』は「博打をやる噺が嫌い」という理由で演じなかった。

### ショート落語
SR（S・R）というショート落語を考案している。これは出演するラジオ番組で思いついたネタで、普通の笑いは緊張から緩和状態がやってくるが、SRは緊張状態が最後まで緊張を残したまま終わるという構造をしている。大きな笑いは取れないが、少し変わったネタを好む玄人向けのネタだという。この試みに立川談志は「面白いから続けて欲しい」と評価している。

### 英語落語
枝雀は少年時代より英語に熱心で、定時制高校生の頃に英語の専門研究誌を読んでいたという証言がある。
噺家になってからも英語教室を複数巡った。1983年から通い出した「HOEインターナショナル」で、英会話と落語に「気持ちを入れて話す」という共通点を見いだし、校長の山本正昭らの協力で「落語を英語にする」試みを始める。1984年、帰国した元講師の故郷（アメリカ合衆国ペンシルバニア州）を訪ね、初めて『夏の医者』の英語版を演じる。前述の通り、1987年より正式な海外公演を開始し、1996年まで（1989年と1993年を除いて）ほぼ毎年、12回にわたって外国に訪問して公演をおこなった。
「当初はきちんと（ネタを）英語に訳さんと、と思っておったんですが、今では落語の雰囲気が判ってもらえればええんや、とある時ふと気が付いたんです」という趣向のため、英語がよくわからなくても楽しめるという内容になっている。
演目としては、古典落語の『愛宕山』『宿屋仇』『鷺取り』、新作の『動物園』などがある。1988年には第一学習社の高等学校一年生向け英語教科書に「ロボットしずかちゃん」が教材として掲載された。
英語落語は枝雀の後、複数の噺家が手がけている。

### 芸の変遷、芸風
枕を長くとる、オーバーアクションとされた豪快で陽気な所作を遣う、表情ゆたかに語る、抑揚（めりはり）の利いた発声で噺す、といった派手やかな落語の遣い手であったが、後年、枕を端折る、所作や表情を抑える、声すら低く渋く落語する、サゲも短縮、というものへ変化した。
1983年2月の『枝雀寄席』で『池田の猪買い』を演じた際には、てっぽうを拵えるタイミング（枝雀は手拭いと扇子を用いてビジュアルな鉄砲を拵えた）など段取りの不調があり、サゲの後に「まことにあいすまんこって」と観客に詫びる一幕があった。

## 発言
- 「枝雀の顔を見ただけであー、おもろかったと満足していただけるような芸人になりたい[要出典]。」
- 「私の中に私を見てる枝雀がいてこれが私になかなかオーケーを出してくれなかったんです。それがこのごろはだいぶオーケーに近づいてきた。見ててください。もうじき自分の落語を完成させます。」（1996年（平成8年）末のコメント[要出典]）

## 評価
- 「枝雀は私よりも大きい存在になると、ずっと思っていたからね。自分よりも一皮むけて上に行くことを私は期待していた。」（桂米朝 (3代目)の回想）[72]
- 「枝雀がいなくなって、私は荷物が重くなった。ぼつぼつ楽しようと、仕事の半分ぐらいを任せかけていた時だったのに。もう私なんか、ムチ打ってもあきまへんわな。なのに、そうもいかなくなってしまいました。」（枝雀が亡くなった数日後の米朝のコメント）
- 「死ぬよりほかなかったのかと今は思う。」（米朝の著書「桂米朝 私の履歴書」（日本経済新聞社）の一章「枝雀追悼」より）
- 「オーバーアクションといわれるのは（弟子としては）心外。抑えるところは抑えた上で、全部理屈の上でやっているんです。」「僕らはちょっと受けると『それでいい』となるが、師匠は『もっと受けるはずだ』とその先を考えた」（桂南光[要出典]）
- 「最高にノッている枝雀寄席はなぜかわからないけど鳥肌が立って泣けてくる。もちろん本人はそんな意図ではやっていないだろうけど。」「芸人は寛美さんや枝雀さんのように常に作品を作っていかなければならない。僕はそういう人になりたいと思う。」（松本人志） [73][出典無効]
- 「小さいときから、なぜかわからないけど、すごいことをやってる気がしてましたね。（中略）間口を広げて、敷居を下げて、オーバーアクションで落語を演っていて、それも枝雀師匠のサービス精神の表れだと思うんですよ。」「落語が上手な噺家さんはいっぱいいらっしゃるけど、枝雀師匠は“面白い”。ほかの人は一眼レフで撮ってるのに、『写ルンです』ですごくいい写真を撮る、みたいな感じですよね。」「ファミレスなのに高級フレンチ並みの料理を出すような、すごいんだけどお手軽に見せている感じなんですよ。」 （千原ジュニア） [74]
- 「米朝師匠以上に真面目な人。（中略）小米の頃は古典（落語）を二十か三十きちっと覚えていて私はあの頃の枝雀さんの方が好きだった。ところが枝雀を襲名した途端、荒唐無稽なスタイルになって、リアリズムから離れてしまった。限られたネタをやるぶんにはそれでもいいし、実際ウケるんですが、トータルで見ると、芸が伸びないし、お客さんも食傷気味になる。枝雀さんとしては師匠の真似をしたくないという切実な思いがあって、ああいう風なスタイルにしていったんでしょうけど、それを真面目に突きつめていった結果、自分をも追いつめてしまったんでしょう。」（三遊亭圓楽 (5代目)）[75]

## 俳優として
落語家として名声を得た後、『なにわの源蔵事件帳』（NHK総合、1981年）で連続テレビドラマに初主演し、1988年の映画『ドグラ・マグラ』では作品の主役である正木博士を演じた。
前者では、原作をすでに読んでいたにもかかわらず、出演依頼に同意したのは7回目の話し合いだったという。枝雀の起用は「あの頭やから親方やんのに散髪してもらわんでもええし」というスタッフの「ダメ元」での提案からだった。枝雀は、サゲで「これまでのことは全部ウソですよ」という自分には、幕切れで犯人に啖呵を切る源蔵は演じられないという理由で渋った。最終的には、尊敬する広沢瓢右衛門の出演を条件に同意する。初収録後には「（『神妙にさらせ』という決め言葉が）神妙にさらしてちょうだいなら、すんなり言えるんやけど」と付き添った弟子の桂文我に漏らした。また他の出演者のセリフに対する演技が（一人で全役をこなす）噺家の自分には難しいとも収録現場で話していた。それでもドラマは好評を博し、オリジナル脚本も加えた23回が放送された。
後者は、監督の松本俊夫が「その人の持っている意外な局面を引き出せる方が面白くなる」という考えで起用し、付け髭と眼鏡と白衣で演じた役は「見事に怪演している」という評価を得た。
また、1997年にはNHK総合のドラマ『花へんろ』第4部（新・花へんろ）で、前年死去した渥美清に代わってナレーターに起用され（収録は前記の休養前）、ほかにも複数のキャスト変更があったことからその経緯を説明するため第1話の冒頭に遍路姿で登場している。

## 人物

### 芸能活動
結婚の際、妻には「噺家の妻になってほしい」と頼み、弟子への態度では見解が対立したこともあった（あまり叱らない枝雀に対し、妻は厳しい修行をした経験があった）が、自身の落語については妻の意見に異を唱えることはなく、「反応を気にしていた」。
春風亭小朝との対談で「自分の落語を見るのが一番好きです。自分の噺が一番面白いですからね。それは恐らく、聞き手私と、演（や）り手私のセンスが合っているからだと思います」と話しており、自身の出演するビデオを笑いながら見る写真が残されている。また、師匠である3代目桂米朝の『たちぎれ』をことのほか愛好し、「この『たちぎれ』一席が、他のすべての落語を合わせたものと釣り合います」「もしぼくが『はなし家をやめます』て言いだしたときには、『ちょっと待て。落語には"たちぎれ"があるんやぞ』と言うてください。そうしたら、きっと帰って来ますから」といった言葉（後者は米朝に直接言ったとされる）を口にしたという。
初代桂春団治を晩年に至るまで意識し、「もし誰か一人だけに会わせてやるといわれたら、ぼくは初代（引用者注：春団治）というお人には一度会（お）うてみたいと思うねん」という言葉が残されている。

### 私生活
前記の通り、私生活でも稽古を欠かさなかったが、家庭では子煩悩な父親で、長男の回想では1970年代半ば頃には、夕方ともに銭湯に出かけ（内風呂はあったが通っていた）、その足で飲み屋とパチンコに行っていた。もう少し後には、大阪まで長男を呼び出して一緒に飲み屋で食事をし、タクシーで帰宅していた。
テレビは「頭を悪くする」という理由で子どもには1日2時間しか許さなかった。せがまれて「一日1時間」という約束で購入したファミリーコンピュータには、「スーパーマリオブラザーズ」のみ自身も熱中し、次男とプレー時間をめぐって口論するほどだった。次世代機のスーパーファミコンが出た際には「スーパーマリオカート」にハマり、自身のベストタイムと対決できるゴーストシステムを高く評価していたという。
新聞記事を「ようできた続き物の読み物だっせ」と述べていた。ただし、スポーツ報道には全く関心がなく、1985年11月2日の夜、阪神タイガースの初の日本シリーズ制覇に群衆で埋まった梅田の歩道橋をタクシーから眺めた際には「ほんまに、ぎょうさんの人出でんなあ」と述べただけでその理由を詮索することもなく、同乗していた小佐田定雄との落語談義に没頭していた。
食べ物や趣味は「凝り性かつ飽き性」だった。結婚直後に妻の焼き肉が気に入って毎日のように食べ、半年後に痛風を発症した。洋食焼きに熱中して弟子の桂雀松（現・3代目桂文之助）に毎日具材の天かすを買いに行かせたところ、ある日店の主人から「兄ちゃんとこ、お好み焼き屋か」と聞かれたという。飲み屋は好きになった店に通い詰めた。
「自筆での返書」「日記」「書道」「ミュージックソー」などに興味を示し、道具を購入したが結局使用しないままだった。1985年頃には写真撮影を始めたが続かなかった。
お気に入りの飲み屋で使われている陶器に惹かれ、家族連れで約20年窯元に通って作った陶器が3つ残されている。
5代目桂米團治によると、米團治が年季明けを迎えたとき、枝雀はまっさきに連絡を入れて「お祝いに河豚を食べに行こう」と高級てっちり店に誘ったが、出てきたふぐを黙々とすべて平らげたといい、米團治は「『まぁーるく丸く』と言う割には、結構わがままな人でした」と記している。

## 弟子
枝雀一門に属する弟子は桂音也を含めると9人。音也と南光を同着の一番弟子とした。音也は枝雀よりも年上でしかも大学の先輩に当たる人物である。弟子にはネタを積極的に伝授し、一例として南光は住み込み時代に20ものネタを付けられている。「落語をしゃべるテクニック以外のニュアンスが伝わる」という理由で、ほぼすべての弟子に入門から2年間の住み込みをさせる内弟子修行を課した。前の弟子から10年以上の間を置いて最後の弟子となった桂紅雀は当初通いとしたが、まもなく内弟子に変わった。ただし、桂南光の証言では紅雀に対しては「一言一句」稽古を付ける従来のスタイルを変え、教えた通り演じなくても「あの方がおもしろいから」と咎めなかったという。
吉本新喜劇のたかおみゆきは、弟子入りを志願するも枝雀から「女の子は落語家になれないと思ってます。落語家になりたいなら、女の子の弟子を取る方のところに行きなさい」と言われて断念し、枝雀の没後に弟子の書いた本に「もう1回（志願に）来たら取るつもりだった」と書かれていたことを知ってショックを受けたと述べている。
現在一門は「雀の学校」と題し勉強会を開催している。
- 桂音也
- 3代目桂南光
- 3代目桂雀三郎
- 3代目桂文之助
- 桂雀々
- 桂九雀
- 4代目桂文我
- 桂む雀 - 落語家としては休業中
- 桂紅雀

### 廃業
- 桂圭司

## 家族
- 弟：マジカルたけし
本名：前田 武司（まえだ たけし）。兄・枝雀とともにアマチュアとして『漫才教室』に出演後、奇術師・松旭斎たけし（しょうきょくさい たけし）をへて、のちに落語と奇術を融合させた「まじかる落語」を標榜して活動した[94]。
- 夫人：かつら枝代
本名：前田 志代子（まえだ しよこ）。浪曲漫才「ジョウサンズ」のメンバー・日吉川良子（ひよしがわ よしこ）をへて、お囃子三味線。
- 長男：桂りょうば（1972年3月3日 - ）
本名：前田 一知（まえだ かずとも）。本名で俳優（笑殺軍団リリパットアーミー所属）およびドラマーとして活動（グルグル映畫館、hate77等）。2010年からアマチュア落語を始め、2015年8月に桂ざこばに入門。「桂りょうば」の高座名を与えられた。2016年1月7日に動楽亭で初高座[95]。
- 次男： CUTT（1977年3月17日 - ）
本名：前田 一史（まえだ かずひと）
ミュージシャン（元Shame、ORCAのボーカルおよびギター担当）。

## 出演
<以下、和暦は省略>

### テレビ
- 1977年4月 - 1978年3月 「お好み演芸会」（NHK総合）
  - 噺家横丁（前期大喜利）
- 1978年4月 - 1980年3月 「三枝の笑タイム」（NHK総合）
- 1979年9月30日 - 1999年1月15日 「枝雀寄席」（朝日放送）
- 1979年11月24日 「部長刑事」第1100回・もうひとつの動機（朝日放送）
- 1980年4月 - 1983年4月 「お好み演芸会」（NHK総合）
  - 花の落語家六人衆（のち、五人衆）（後期大喜利）
- 1980年10月25日、11月1日 「暁は寒かった」（土曜ドラマ・早坂暁シリーズ、NHK総合）
- 1981年10月14日 - 1982年4月7日 「なにわの源蔵事件帳[注釈 14]」（水曜ドラマ、NHK総合）
- 1982年4月 - 1985年12月 「浪花なんでも 三枝と枝雀」（朝日放送）
- 1982年10月 - 1983年9月 「笑いころげてたっぷり枝雀」（毎日放送）
- 1985年10月19日 「好色一代男 おらんだ西鶴」（ドラマスペシャル、NHK総合）
- 1985年9月 - 1987年10月「クイズなんでも一番館」レギュラー解答者（朝日放送、司会・近藤正臣）
- 1988年10月 - 1989年4月 「純ちゃんの応援歌」（連続テレビ小説、NHK総合）
- 1992年2月 「EXテレビ 木曜日」上岡龍太郎司会、緊張の緩和理論について（読売テレビ）
- 1993年1月1日 「乳の虎・良寛ひとり遊び」（正月ドラマ、NHK総合）
- 1995年 「この指とまれ!!」（ドラマ新銀河、NHK総合）
- 1996年1月8日 - 3月18日 「ハンサムマン」（テレビ朝日）
- 1996年10月 - 1997年3月 「ふたりっ子」（連続テレビ小説、NHK総合）
- 1997年5月 - 1997年6月 「新・花へんろ」（水曜シリーズドラマ、NHK総合）* ナレーション
- 1997年9月27日 「藤山寛美物語 ＝笑いはいつも涙と夫婦である＝」（MBS）
- 1997年11月 - 1997年12月 「この指とまれ2」（ドラマ新銀河、NHK総合）

### ラジオ
- 1967年2月4日 「遊べ半ドン! 歌え半ドン!」（ラジオ大阪）土曜
  - 吾妻ひな子、笑福亭松之助とともに。
- 1967年4月 「ポップ対歌謡曲」（朝日放送）
- 1968年 - 1969年 「オーサカ・オールナイト 叫べ! ヤングら」（ラジオ大阪）土曜
- 「MBSセスナフライングスタジオ」（MBSラジオ） 金曜
  - 番組自体は、1969年5月から1970年4月まで15:50から16:50の間、放送されていたとされる[96]。
- 1970年 - 1974年 「ヒットでヒット バチョンといこう!」（ラジオ大阪）金曜
- 1984年 「週刊枝雀・今から発売! 枝雀のすビバせんね」（ラジオ大阪）
- 枝雀のフリー・フリー（朝日放送）

### 舞台（芝居）
- 1986年9月3日～27日　東京・新橋演舞場で「好色一代男～おらんだ西鶴～」作・演出：早坂暁
- 1984年10月22日～29日　大阪・一心寺シアターで落語芝居「変身」作・演出：早坂暁
- 1996年3月20日～22日　東京・銀座中央会館で落語芝居「女相撲 - ハワイ大巡業」作・演出：早坂暁

### 映画
- 1988年 「ドグラ・マグラ」

## CD
- 「枝雀独演会」 （全13集、1987年10月5日 - 1990年12月19日発売、東芝EMI）
- 「RAKUGO IN ENGLISH」 （1989年12月6日発売、東芝EMI）
- 「桂枝雀のわんだー・らんど」 （1990年12月19日発売、東芝EMI）
- 「枝雀落語らいぶ」 （全21集、1994年4月20日 - 1997年4月16日発売、東芝EMI）
- 「桂枝雀 英語落語」 （1994年8月24日発売、東芝EMI）
- 「英語落語 高津の富/山の彼方」 （1995年9月13日、東芝EMI）
- 「枝雀英語落語・イン・U.S.A? ホワイトライオン/愛宕山」（1996年12月21日）
- 「ヨーデル食べ放題」 （弟子雀三郎のシングルCD、「すびばせんねぇ」の台詞で特別出演、1996年11月27日、東芝EMI）
- 「枝雀落語大全」 （全40集、2000年4月26日 - 2001年4月25日発売、東芝EMI）
- 「THE 枝雀（DVD付）」 （2006年5月24日発売、東芝EMI）
- 「枝雀十八番」 （2009年4月1日発売、EMI Music Japan）

## 著書
- 『笑いころげてたっぷり枝雀』レオ企画、1983年1月
- 『まるく笑ってらくごDE枝雀』PHP研究所、1983年6月3日。
  - 『らくごDE枝雀』筑摩書房<ちくま文庫>、1993年10月
- 『桂枝雀 おもしろ対談 - “枝雀寄席”より』（全2集）淡交社、1984年 - 1990年
- 『桂枝雀と61人の仲間』徳間書店、1984年7月
  - 『桂枝雀のらくご案内 枝雀と61人の仲間』筑摩書房<ちくま文庫>、1996年12月
- 『枝雀のアクション英語高座 - 英語落語を楽しんで英会話が身につく本』祥伝社<祥伝社新書>、1988年7月
  - 『落語で英会話 - すぐに役立つ、シャレたフレーズ』祥伝社<祥伝社文庫>、2003年1月
- 『桂枝雀のいけいけ枝雀、気嫌よく』毎日新聞社、1988年12月
- 『枝雀のトラベル英会話 笑ってOK』創元社、1990年6月
- 『枝雀とヨメはんと七人の弟子』飛鳥新社、1990年10月
- 『上方落語 桂枝雀爆笑コレクション』筑摩書房<ちくま文庫>（全5集）、2005年 - 2006年4月